# Heliadornis
Heliadornis — викопний рід птахів родини фаетонових (Phaethontidae), що існував в міоцені в Північній Америці та Європі. Рештки птаха знайдені у США, Бельгії та Австрії.